# Ні бездіяльності
Ні бездіяльності (англ. Idle No More) — протестний рух корінних народів Канади: індіанців, метисів і ескімосів.

## Підстави
Приводом для виступів став новий закон, який фактично позбавив корінне населення контролю над резерваціями. Крім того, індіанці виступають проти приватизації племінних земель, до якої їх примушує уряд. Вимагаючи від влади поступок, представники племен обіцяють «поставити канадську економіку на коліна».